# Mataparent de llop
El mataparent de llop (Rubroboletus lupinus), és un mataparent d'esponja roja de barret bàsicament rosa i, amb l'edat, amb tons ocracis i brunencs.

## Morfologia

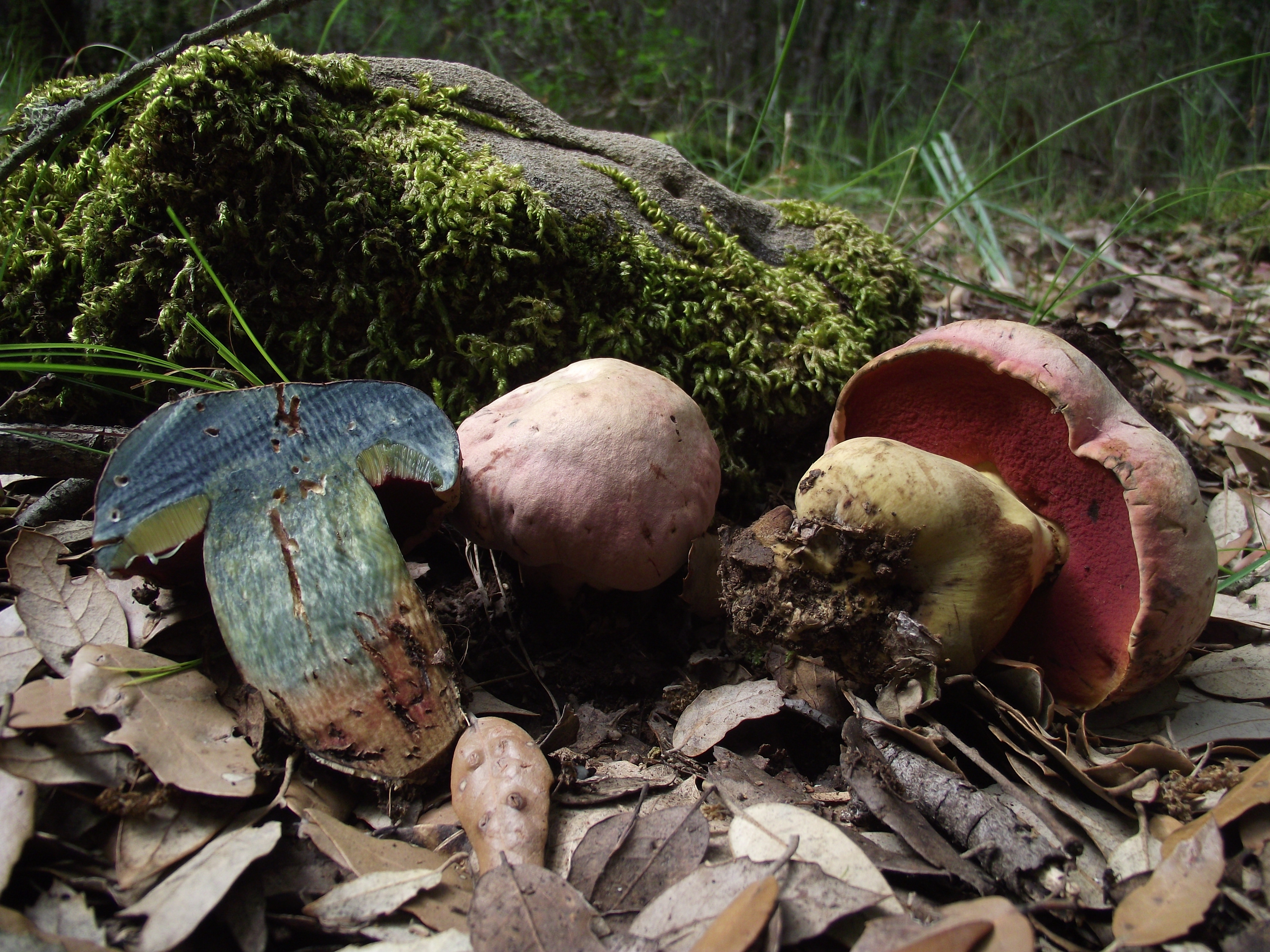
Mataparents de llop (Rubroboletus lupinus)

És un bolet de solitari a gregari; robust; gran; barret de fins a 20 cm de diàmetre, d'hemisfèric a convex, gairebé pla en l'adult; blanquinós en el jove, més tard ocraci pàl·lid amb el marge rosaci, completament rosaci quan està madur, gris ocraci amb taques rosàcies quan sobremadurat; amb taques bru fosc al frec; superfície pruïnosa en el jove, mat en l'adult; llisa.
Tubs groc llimona a grocs, blavegen al frec i al tall; porus inicialment grocs, en madurar de vermells a vermell ataronjats, blavegen al frec o pressió.
Cama robusta, de peu sovint molt inflat, bulbós; gairebé completament groga, amb l'edat pot ser groguenca amb tons vermellosos; la part superior coberta per granulacions grogues, llisa a la resta; blaveja al frec.
Carn molt consistent, ferma; groc viu, al tall d'un blau turquesa; olor i tast gens característics.

## Hàbitat
Ocasional; des de finals d'estiu a principis de tardor; prefereix sòls calcaris; termòfil; des de l'estatge submontà a la terra baixa i la muntanya mediterrània; en boscos de planifolis; vora alzina, surera, roures, castanyer;
En aquests hàbitats el mataparent de llop sol aparèixer acompanyat per mataparent belltintat (Rubroboletus pulchrotinctus), mataparent de Satanàs (Rubroboletus satanas) i mataparent lívid (Suillellus luridus).

## Comentaris
Carn + I: Negatiu, sense reacció amiloide en la carn de la cama.
Bolets amb els barret vermellosos poden recordar el mataparent de Dupain (Rubroboletus dupainii), però aquest darrer presenta nombroses granulacions fines i vermelles sobre la cama mentre que la cama del mataparent de llop és groga.
També pot ser similar el mataparent de cama bleda-rave o mataparent de Quélet (Suillellus queletii), però se'n diferencia, entre d'altres, per la carn vinàcia del peu.
Altres mataparents d'esponja roja semblants com el mataparent purpuri (Imperator rhodopurpureus), el mataparent vermell i groc (Rubroboletus rhodoxanthus) disposen d'un evident reticle vermell sobre la cama.
Menys problemàtics són certs exemplars de mataparent regi (Butyriboletus regius), que tot i que poden tenir el color del barret i la cama similars, tenen els porus de l'esponja de color groc i un reticle groc sobre la cama.

## Comestibilitat
No és comestible; eI gust fortament amargant de la carn el fa totalment immenjable. Per reduir l'amargor de la carn es recomana consumir exemplars joves, prèviament escaldats o conservats en salmorra; la dessecació evita tots aquests tractaments previs.